# 建安、汉兴、南平之乱
建安、汉兴、南平之乱是东汉末年在闽中地区的建安（治所在今建瓯市）、汉兴（治所在今浦城县）、南平（治所在今南平市延平区）等县（当时都属会稽郡）发生的一次反抗孙吴政权的民变。
东汉末年，割据东南的孙吴政权不断搜刮山越人，用以补充军队。在平定侯官后，闽中的建安、汉兴、南平等县又发生叛乱。建安八年（203年），孙吴将领贺齐（时任永宁长、领会稽南部都尉）率军进入建安平叛，在当地设置都尉府。会稽郡府征调所属各县5千士兵，让各县县长带领本县军队，都归属贺齐调度指挥。民变领袖洪明、洪进、苑御、吴免、华当等5人，各率部属1万户，驻扎在汉兴，兵营相连，吴五的部属6千户另外驻扎在大潭（今南平市建阳区），邹临的部属6千户另外驻扎在盖竹（位于今南平市建阳区和建瓯市交界处），共同出兵余汗（治所在今江西省上饶市余干县）。贺齐军讨伐汉兴，经过余汗。贺齐考虑到起义军人数众多而自己兵力薄弱，如果在没有殿后部队的情况下深入敌境，可能会被敌军截断后路，于是命令松阳长丁蕃留守余汗。丁蕃本来与贺齐为相邻两县的县长，耻于成为贺齐的部下，便推辞不肯留守。贺齐遂斩杀丁蕃，于是全军震动，没有人敢不听从贺齐的命令。贺齐分兵留守余汗，自己率军讨伐洪明等人，接连取得大胜。贺齐临阵斩杀洪明，吴免、华当、洪进、苑御都向贺齐投降。贺齐转而进攻盖竹、大潭，吴五、邹临也向贺齐投降。贺齐军在平叛中斩首6千人，有名的叛军统帅全部被擒获。贺齐重建县城，挑选出精兵1万人，被孙吴政权升任为平东校尉。